# Sturmia rasa
Sturmia rasa là một loài ruồi trong họ Tachinidae.